# Prix Zénobe
Le prix Zénobe est un concours organisé, en partenariat, par diverses institutions de la Région wallonne. Il est réservé aux entreprises implantées en Région wallonne et aux unités de recherche des écoles supérieures de la Communauté Wallonie-Bruxelles et de la Communauté germanophone de Belgique. Son appellation est un hommage à Zénobe Gramme, l'inventeur du premier générateur électrique.

## Historique
Créé en 2005 sous le nom de Prix à l'innovation technologique, c'est une récompense biennale pour l'innovation technologique jusqu'en 2011 où il devient annuel et est rebaptisé Prix Zénobe.
Jusqu'en 2009, il est divisé en trois catégories basées sur l'innovation technologique et doté d'un prix de 5 000 € pour le lauréat de chacune d'entre elles ainsi que d'un soutien à sa promotion dans les médias.
Depuis 2011, il est réparti en deux catégories dotées d'un prix de 12 000 € pour le lauréat de chacune d'entre elles.

## Catégories
En 2005 et 2007 :
- spin-off ;
- jeune entreprise innovante ;
- entreprise innovante.

En 2009 :
- PME et spin-off ;
- grande entreprise ;
- unité de recherche d'une université ou d'une haute école.

Depuis 2011 :
- entreprise ;
- unité de recherche d'une université ou d'une haute école.